# 蘇巧慧
蘇 巧慧（そ こうけい、スー チアオフイ、1976年〈民国65年〉4月5日 - ）は、中華民国（台湾）の弁護士、政治家。民主進歩党所属の立法委員。元行政院長の蘇貞昌の娘である。

## 経歴
屏東県で蘇貞昌の長女として生まれた。父の影響で幼いころから政治運動に参加するなど、豊富な政治経験をもつ。
2016年の第9回立法委員選挙で新北市第五選挙区から出馬し、初当選した。
2020年の第10回立法委員選挙では10万票以上の得票数で再選された。
2024年の第11回立法委員選挙では、国民党候補を破り、再選に成功した。

## 立法委員

### 同婚問題
2019年5月17日、民進党が立法院に提出した同性婚法案「司法院釈字第748号解釈施行法」に賛成票を投じ、賛成多数で可決された。法案の可決後すぐに、呉思瑶とともに立法院の外に集まった支持者のもとに駆け付け、涙を流しながら支持を表明した。

## 選挙記録
| 年度 | 選挙               | 選挙区           | 所属政党   | 得票数  | 得票率 | 当選 | 注釈 |
| ---- | ------------------ | ---------------- | ---------- | ------- | ------ | ---- | ---- |
| 2016 | 第9回立法委員選挙  | 新北市第五選挙区 | 民主進歩党 | 92,237  | 56.11% |      |      |
| 2020 | 第10回立法委員選挙 | 新北市第五選挙区 | 民主進歩党 | 106,368 | 57.10% |      |      |
| 2024 | 第11回立法委員選挙 | 新北市第五選挙区 | 民主進歩党 | 98,586  | 54.17% |      |      |

## 家族
夫のルンナン・イサク・ファンアスは、台東県池上郷出身のアミ族で、映画監督として活動している。